# Viroflay
Viroflay település Franciaországban, Yvelines megyében. Lakosainak száma 16 943 fő (2022. január 1.). Viroflay Vélizy-Villacoublay, Ville-d’Avray, Chaville és Versailles községekkel határos.

## Népesség
A település népessége az elmúlt években az alábbi módon változott:
| Lakosok száma | 15 734 | 15 472 | 15 738 | 16 321 | 16 129 | 16 406 | 16 752 | 16 744 | 16 960 | 16 943 |
|               | 2013   | 2014   | 2015   | 2016   | 2017   | 2018   | 2019   | 2020   | 2021   | 2022   |